# 2019 aux Samoa
Cet article présente les faits marquants de l'année 2019 aux Samoa.

## Évènements
- novembre et décembre : Une épidémie de rougeole fait soixante-deux morts aux Samoa, dont cinquante-sept enfants âgés de moins de quinze ans, parmi lesquels vingt-six bébés âgés de moins d'un an. La rougeole atteint également les Tonga et les Fidji, mais sans y faire de morts ; dans ces deux pays, plus de 90% de la population est vaccinée, alors qu'aux Samoa le taux de vaccination est d'environ un tiers. Le gouvernement samoan décrète un état d'urgence, introduit la vaccination obligatoire, ferme les écoles et interdit aux personnes de moins de 17 ans de se joindre à tout rassemblement public[1],[2].
  - à partir du 21 novembre : Début d'une campagne nationale de vaccination, qui fait remonter le taux de vaccination dans le pays de 30% à 55% en seulement 15 jours[3].
  - 5-6 décembre : Durant ces deux jours, les écoles et commerces sont fermés, et les liaisons entre les îles par ferry sont interrompues. Il est conseillé aux Samoans d'attendre l'arrivée des équipes de vaccination à leur domicile (les domiciles où résident des personnes non-vaccinées devant être signalés par un drapeau rouge accroché à l'extérieur) et aux véhicules privés de ne pas circuler[3]. Ce conseil étant massivement suivi, les rues de la capitale Apia sont désertées[3] ; et le militant anti-vaccin Edwin Tamasese est arrêté[3].
  - 29 décembre : L'état d'urgence est levé[4].